# Volodymyr Sjtsjerbytsky

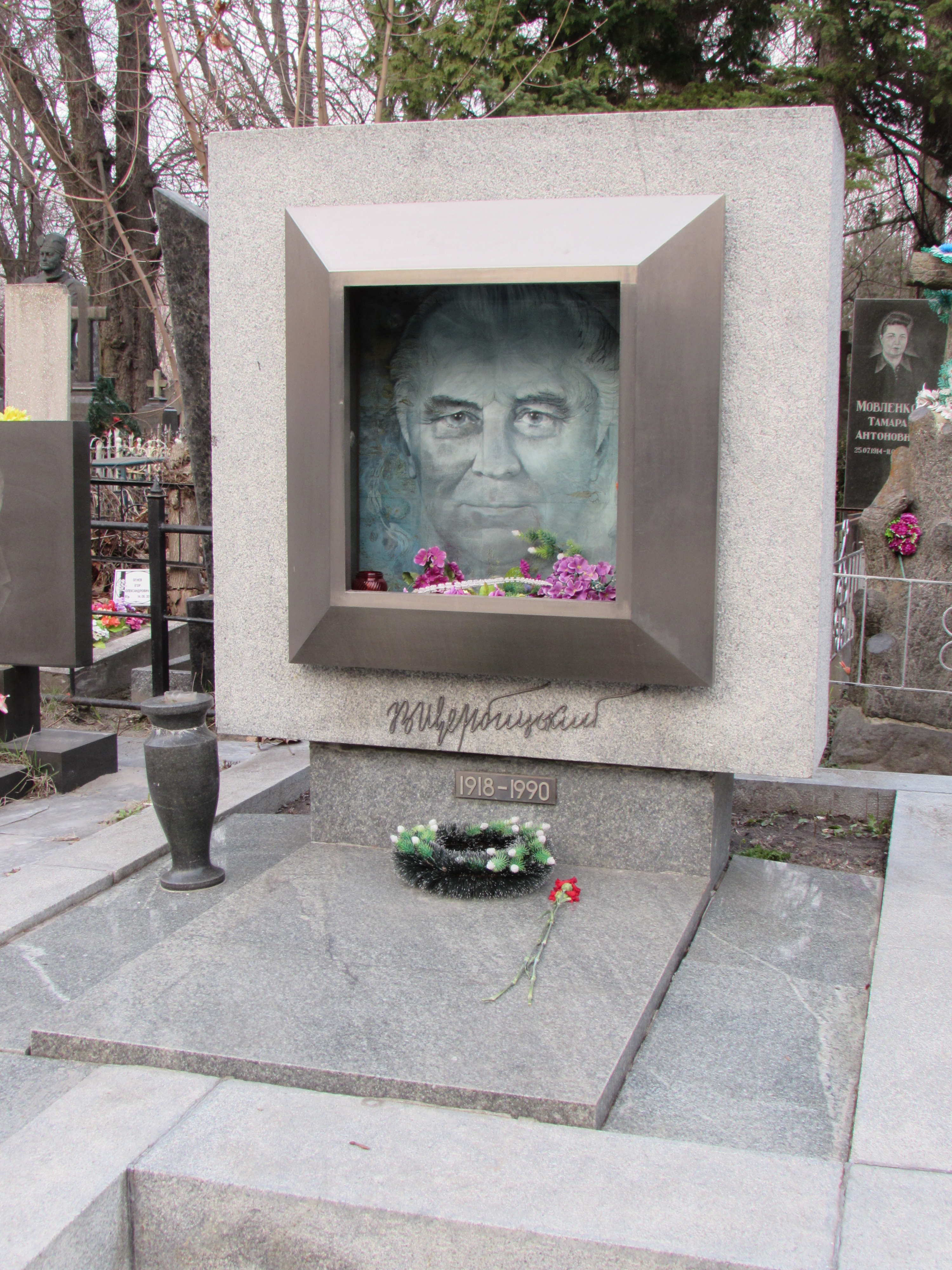
Graf van Volodymyr Sjtsjerbytsky

Volodymyr Vasyljovytsj Sjtsjerbytsky (Oekraïens: Володимир Васильович Щербицький) (Verchnjodniprovsk, 17 februari 1918 – Kiev, 16 februari 1990) was een Oekraïens politicus.
Sjtsjerbytsky werd geboren in de stad Verchnjodniprovsk, in de tegenwoordige oblast Dnjepropetrovsk. In de stad Dnipro volgde hij een studie aan het Chemisch-Technologisch Instituut, die hij afrondde in 1941, waarop hij werkte als ingenieur. Vanaf 1948 bekleedde hij ook functies binnen de Communistische Partij van Oekraïne, de Oekraïense afdeling van de Communistische Partij van de Sovjet-Unie (CPSU). In 1955 werd hij eerste secretaris van de partij in de oblast Dnipropetrovsk, in 1957 partijsecretaris van de CPU en in 1971 lid van het politbureau van de CPSU. In 1955 werd hij voorts lid van de Verchovna Rada, het Oekraïense parlement, en in 1958 lid van de Opperste Sovjet van de Sovjet-Unie. Op 3 april 1972 werd hij lid van het presidium van beide parlementen.
In de jaren 1961-1963 en 1965-1972 was Sjtsjerbytsky premier van Oekraïne. Na de afzetting van Petro Sjelest in 1972 werd hij eerste secretaris van de CPU, en daarmee de belangrijkste persoon in de republiek. 
Sjtsjerbytsky was een trouwe bondgenoot van Sovjet-leider Leonid Brezjnev. Onder zijn bewind vond een intensivering plaats van de russificatiepolitiek en werden dissidenten streng vervolgd; op zijn initiatief werd het Russisch de enige voertaal van zowel het Oekraïense partij- en staatsapparaat. Wel wendde hij zijn invloed aan om de economische belangen van Oekraïne binnen de Sovjet-Unie te verdedigen. 
Hoewel hij de machtsovername door Michail Gorbatsjov in 1985 steunde, was Sjtsjerbytsky een verklaard tegenstander van democratische hervormingen; terwijl vooral in de Baltische staten en in Rusland zelf overal volksfronten en andere vormen van oppositie de kop opstaken, bleef Oekraïne door zijn toedoen een bastion van conservatisme. Sjtsjerbytsky wordt bovendien medeverantwoordelijk gehouden voor het feit, dat de werkelijke omvang van de kernramp van Tsjernobyl lange tijd werd verzwegen, en dat slechts vijf dagen na de ramp, toen het stralingsgevaar nog steeds groot was, in Kiev een grootschalige 1 mei-viering plaatsvond.
In september 1989 trad hij om gezondheidsredenen terug als eerste secretaris van de CPU. Hij werd opgevolgd door Volodymyr Ivasjko. Vijf maanden later overleed Sjtsjerbytsky. Hij ligt begraven op de Bajkove-begraafplaats.
Tegenwoordig worden weer pogingen ondernomen Sjtsjerbytsky te rehabiliteren. In Dnipro is naar hem een straat vernoemd.